# Ricky Martin
Enrique Martín Morales (San Juan, 24 december 1971), beter bekend onder zijn artiestennaam Ricky Martin, is een Puerto Ricaans zanger die wereldwijd meer dan 55 miljoen albums heeft verkocht.

## Biografie
In Puerto Rico begon Martin zijn carrière op achtjarige leeftijd als kindsterretje bij de in Zuid-Amerika razendpopulaire jongensgroep Menudo. Zijn eerste drie singles werden grote zomerhits.
Martin is ambassadeur van UNICEF en richtte de Ricky Martin Foundation op, een stichting die opkomt voor kansarme kinderen over de gehele wereld. Op 16 oktober 2007 kreeg Martin een ster op de Hollywood Walk of Fame. Ook is hij vanaf dat jaar meerdere malen een uitgenodigde artiest op het internationaal songfestival van Viña del Mar in Chili, het belangrijkste songfestival van Latijns-Amerika.
In 2011 verwierf hij de Spaanse nationaliteit, samen met de Puerto Ricaanse acteur Benicio del Toro.
Martin trouwde in 2017 en heeft drie zonen en een dochter via draagmoederschap. In juli 2023 maakte hij bekend te gaan scheiden.

## Discografie

### Albums
| Album met eventuele hitnotering(en) in de Nederlandse Album Top 100 | Datum van verschijnen | Datum van binnenkomst | Hoogste positie | Aantal weken | Opmerkingen   |
| ------------------------------------------------------------------- | --------------------- | --------------------- | --------------- | ------------ | ------------- |
| Ricky Martin (1991 versie)                                          | 1991                  | -                     |                 |              |               |
| Me amarás                                                           | 1993                  | -                     |                 |              |               |
| A medio vivir                                                       | 08-09-1995            | 05-07-1997            | 28              | 13           |               |
| Vuelve                                                              | 23-02-1998            | 11-07-1998            | 26              | 11           |               |
| Ricky Martin (1999 versie)                                          | 07-05-1999            | 22-05-1999            | 18              | 57           |               |
| Sound loaded                                                        | 2000                  | 18-11-2000            | 38              | 18           |               |
| La historia                                                         | 2001                  | -                     |                 |              |               |
| The best of Ricky Martin                                            | 12-11-2001            | 01-12-2001            | 12              | 15           | Verzamelalbum |
| Almas del silencio                                                  | 26-05-2003            | 07-06-2003            | 28              | 8            |               |
| Life                                                                | 07-10-2005            | 15-10-2005            | 26              | 5            |               |
| MTV Unplugged                                                       | 2006                  | -                     |                 |              |               |
| Black & white                                                       | 02-11-2007            | -                     |                 |              |               |

| Album met hitnotering(en) in de Vlaamse Ultratop 200 albums | Datum van verschijnen | Datum van binnenkomst | Hoogste positie | Aantal weken | Opmerkingen   |
| ----------------------------------------------------------- | --------------------- | --------------------- | --------------- | ------------ | ------------- |
| A medio vivir                                               | 07-09-1995            | 05-07-1997            | 35              | 6            |               |
| Vuelve                                                      | 23-02-1998            | 21-03-1998            | 37              | 2            |               |
| Ricky Martin (1999 versie)                                  | 07-05-1999            | 29-05-1999            | 16              | 23           |               |
| Sound loaded                                                | 2000                  | 18-11-2000            | 32              | 3            |               |
| The best of Ricky Martin                                    | 12-11-2001            | 15-12-2001            | 48              | 1            | Verzamelalbum |
| Almas del silencio                                          | 26-05-2003            | 07-06-2003            | 34              | 3            |               |
| A quien quiera escuchar                                     | 10-02-2015            | 21-02-2015            | 121             | 3            |               |

### Singles
| Single met eventuele hitnotering(en) in de Nederlandse Top 40 | Datum van verschijnen | Datum van binnenkomst | Hoogste positie | Aantal weken | Opmerkingen                                                       |
| ------------------------------------------------------------- | --------------------- | --------------------- | --------------- | ------------ | ----------------------------------------------------------------- |
| Maria                                                         | 1996                  | 07-06-1997            | 5               | 15           | Nr. 6 in de Single Top 100                                        |
| La copa de la vida                                            | 18-04-1998            | 20-06-1998            | 8               | 11           | Nr. 7 in de Single Top 100                                        |
| Livin' la Vida Loca                                           | 27-04-1999            | 22-05-1999            | 9               | 12           | Nr. 11 in de Single Top 100 / Alarmschijf                         |
| She's All I Ever Had                                          | 11-10-1999            | 02-10-1999            | 16              | 10           | Nr. 19 in de Single Top 100                                       |
| Shake Your Bon Bon                                            | 1999                  | 18-12-1999            | 37              | 3            | Nr. 45 in de Single Top 100                                       |
| Private Emotion                                               | 03-2000               | 22-04-2000            | 29              | 7            | met Meja / Nr. 29 in de Single Top 100                            |
| She Bangs                                                     | 2000                  | 21-10-2000            | 20              | 8            | Nr. 23 in de Single Top 100                                       |
| Nobody Wants to be Lonely                                     | 12-02-2001            | 24-02-2001            | 3               | 10           | met Christina Aguilera / Nr. 4 in de Single Top 100 / Alarmschijf |
| Loaded                                                        | 02-07-2001            | 14-07-2001            | tip13           | -            | Nr. 80 in de Single Top 100                                       |
| Come to Me                                                    | 2002                  | -                     |                 |              | Nr. 92 in de Single Top 100                                       |
| Jaleo                                                         | 2003                  | 31-05-2003            | 26              | 5            | Nr. 14 in de Single Top 100                                       |
| I Don't Care                                                  | 02-10-2005            | 15-10-2005            | 25              | 5            | met Fat Joe & Amerie / Nr. 20 in de Single Top 100                |
| It's Alright                                                  | 2006                  | -                     |                 |              | Nr. 69 in de Single Top 100                                       |
| The Best Thing About Me Is You                                | 02-11-2010            | -                     |                 |              | met Joss Stone / Nr. 99 in de Single Top 100                      |
| Vente Pa'ca                                                   | 23-09-2016            | 10-12-2016            | tip4            | -            | met Maluma                                                        |

| Single met hitnotering(en) in de Vlaamse Ultratop 50 | Datum van verschijnen | Datum van binnenkomst | Hoogste positie | Aantal weken | Opmerkingen            |
| ---------------------------------------------------- | --------------------- | --------------------- | --------------- | ------------ | ---------------------- |
| Maria                                                | 1996                  | 05-04-1997            | 2               | 26           |                        |
| Te extraño, te olvido, te amo                        | 12-09-1997            | 27-09-1997            | tip13           | -            |                        |
| La copa de la vida                                   | 18-04-1998            | 28-03-1998            | 27              | 18           |                        |
| La bomba                                             | 16-06-1998            | 29-08-1998            | tip17           | -            |                        |
| Livin' la Vida Loca                                  | 27-04-1999            | 29-05-1999            | 6               | 18           |                        |
| She's All I Ever Had                                 | 11-10-1999            | 02-10-1999            | 32              | 9            |                        |
| Private Emotion                                      | 03-2000               | 22-04-2000            | 30              | 10           | met Meja               |
| She Bangs                                            | 2000                  | 11-11-2000            | 21              | 10           |                        |
| Nobody Wants to Be Lonely                            | 12-02-2001            | 10-03-2001            | 11              | 11           | met Christina Aguilera |
| Loaded                                               | 02-07-2001            | 14-07-2001            | tip15           | -            |                        |
| Jaleo                                                | 2003                  | 17-05-2003            | 33              | 8            |                        |
| Juramento                                            | 22-09-2003            | 01-11-2003            | tip15           | -            |                        |
| I Don't Care                                         | 02-10-2005            | 29-10-2005            | 37              | 5            | met Fat Joe & Amerie   |
| It's alright                                         | 10-03-2006            | 08-04-2006            | tip18           | -            |                        |
| Non siamo soli                                       | 05-10-2007            | 13-10-2007            | tip7            | -            | met Eros Ramazzotti    |
| The Best Thing About me Is You                       | 02-11-2010            | 22-01-2011            | tip39           | -            | met Joss Stone         |
| Vente pa'ca                                          | 23-09-2016            | 03-06-2017            | tip             | -            | met Maluma             |

- Biblioteca Nacional de España: XX1287676
- Bibliothèque nationale de France: cb140005661 (data)
- Gemeinsame Normdatei: 121317242
- International Standard Name Identifier: 0000 0001 1053 7547
- Library of Congress Control Number: no98076760
- Nationale Bibliotheek van Letland: 000345262
- MusicBrainz: 70ea63ea-70dc-4b63-951a-2c249d2b3b0a
- Bibliotheek van het Japanse parlement: 00835027
- Nationale Bibliotheek van Tsjechië: jn20000701169
- Nationale Bibliotheek van Israël: 987007399313505171
- Nationale Bibliotheek van Polen: a0000001231681
- Nederlandse Thesaurus van Auteursnamen: 186538510
- Système universitaire de documentation: 052512053
- Virtual International Authority File: 35309110
- WorldCat: E39PBJckMwbWFHyqbPchC3Tyh3